# Olimpo López
Olimpo López Cáceres (Jericó, Boyacá, Colombia, 24 de junio de 1918-Mosquera, Cundinamarca, 16 de octubre de 2015) fue un pastelero colombiano. Fue apodado «Don Olimpo» por los colombianos. López fue el creador de chocoramo, una torta envasada de forma cuadrada cubierta de chocolate, así como la Gala Ponqué. Ambos postres son golosinas populares fabricados por Productos Ramo, una compañía de aperitivos colombianos fundada por Rafael Molano Olarte y su esposa  Ana Lucía Camacho. La receta secreta original de López para el Chocoramo se encuentra actualmente almacenada en un banco en los Estados Unidos.
Nació en Jericó, Boyacá el 24 de junio de 1918. Fue criado por su madre, Evangelina Gómez, quien le enseñó a hacer pasteles. López conoció a Rafael Molano, el Cofundador de Productos Ramo, durante la década de 1940. En 1968, comenzó a trabajar en la fábrica de Molano en Mosquera, Cundinamarca, como gerente y desarrollador de nuevos productos de bocadillos. El primer postre nuevo que creó fue el Ponqué Gala. Luego, a principios de la década de 1970, desarrolló la receta del Chocoramo, una torta envuelta en una capa de chocolate. Chocoramo se hizo popular entre los consumidores y se convirtió en uno de los productos distintivos de Productos Ramo.
Productos Ramo ahora produce aproximadamente 700 000 chocoramos por día, o 242 millones de pasteles cubiertos de chocolate al año. López murió en Mosquera el 16 de octubre de 2015, a la edad de 97 años.